# Championnats d'Asie de judo 1985
Navigation
Édition précédente Édition suivante
Les championnats d'Asie de judo 1985, sixième édition des championnats d'Asie de judo, ont eu lieu les 23 et 24 mars 1985 à Tokyo, au Japon.

## Podiums

### Femmes
| Épreuves                          | Or              | Argent          | Bronze                |
| --------------------------------- | --------------- | --------------- | --------------------- |
| Moins de 48 kg poids super-légers | Li Aiyue        | Hitomi Nakahara | Hou Kwong             |
| Moins de 52 kg poids mi-légers    | Kaori Yamaguchi | Ding            | Lo Zang               |
| Moins de 56 kg poids légers       | Li Zhongyun     | Ching           | Satsuki Watabe Thant  |
| Moins de 61 kg poids mi-moyens    | Kaori Hachinohe | Cheng           | Li Ji-hye Wang        |
| Moins de 66 kg poids moyens       | Hikari Sasaki   | Liu             | Kang Myeong-suk Huang |
| Moins de 72 kg poids mi-lourds    | Kotomi Kurokawa | Shi             | Yang Byun Sang-gyeong |
| Plus de 72 kg poids lourds        | Gao Fenglian    | Yoko Sakaue     | Ling Kandi            |
| Open toutes catégories            | Gao Fenglian    | You             | O Gwi-ja Yoko Sakaue  |